# Kathedrale von Cusco
Die Kathedrale von Cusco oder die Kathedralbasilika der Jungfrau Maria Himmelfahrt (spanisch Catedral Basílica de la Virgen de la Asunción) ist die wichtigste Kirche von Cusco in Peru. Die Kathedrale des Erzbistums Cusco bildet zusammen mit den Nebenkirchen Kapelle des Triumphs und Kapelle der Heiligen Familie (spanisch Sagrada Familia) den Kathedralkomplex mit fast 4000 Quadratmetern, der sich im Nordosten der heutigen Plaza de Armas befindet. Die Anlage wurde auf dem Inkatempel des Wiraqucha errichtet. Das Denkmal im historischen Zentrum von Cusco ist seit 1983 Teil des UNESCO-Weltkulturerbes.

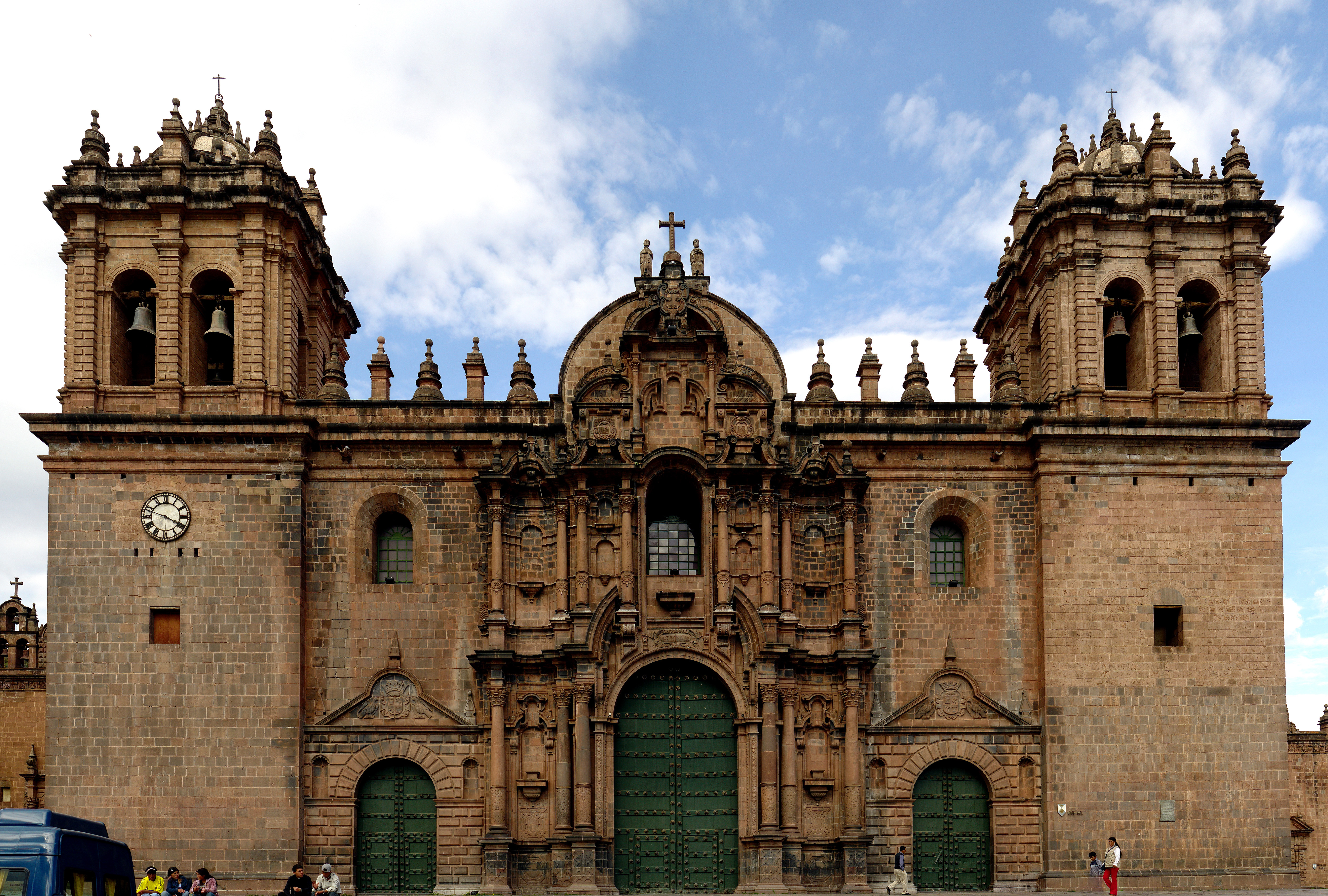
Fassade der Kathedrale

## Geschichte

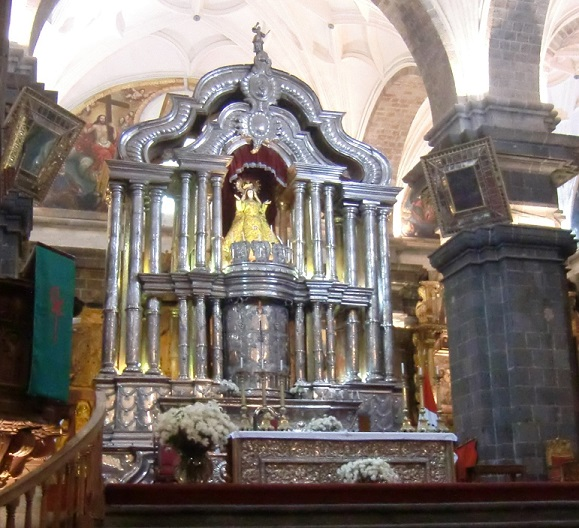
Hauptaltar

Der Bau des Kathedralenkomplexes begann mit der Errichtung der Triumphkapelle, die zunächst als Kathedrale des 1538 geschaffenen Bistums verwendet wurde. Die Kathedrale wurde zwischen 1560 und 1664 im Herrera-Stil erbaut. Der erste Architekt war 1560 Juan Miguel de Veramendi, der zwei Jahre später von Juan Correa ersetzt wurde. Es folgten Marco Vitruvio und Jacopo Vignola, bis 1615 Miguel Gutiérrez Sencio die Kathedrale von Cuzco im Jahr 1649 fertigstellte. Die Kapelle der Heiligen Familie folgte im 18. Jahrhundert. Am 8. Februar 1928 verlieh Papst Pius XI. der Kathedrale zusätzlich den Titel einer Basilica minor.

## Kathedrale
Die Kathedrale von Cusco ist eine dreischiffige Kirche mit 24 Gewölben und elf Kapellen auf 85 Meter Länge und 45 Meter Breite, die massiven Türme erreichen eine Höhe von 33 Metern. Die drei Schiffe sind gleich groß wie in den Kathedralen von Lima und Jaén. Letztere war das Vorbild der beiden peruanischen Kathedralen.
Das Baumaterial war Andesitgestein aus den umliegenden Gebieten, es wurden auch rote Granitblöcke aus der Festung Sacsayhuamán wiederverwendet.
Die Kathedrale mit einer Renaissance-Fassade und barocken, spätgotischen und plateresken Innenräumen besitzt eines der herausragendsten Beispiele kolonialer Goldschmiedearbeiten. Sie ist ausgestattet mit elf Altären mit bedeutsamen Holzschnitzereien. Die Kathedrale ist mit insgesamt 365 Gemälden meist einheimischer Künstler wie Marcos Zapata und Antonio Sinchi Roca geschmückt. Herausragend ist das meisterhaft gearbeitete Chorgestühl mit 40 lebensgroßen Heiligenfiguren. In der Kathedrale wird das berühmte Bild des Herrn der Erdbeben verehrt, der bei der jährlichen Prozession durch die Stadt getragen wird.

## Triumphkapelle

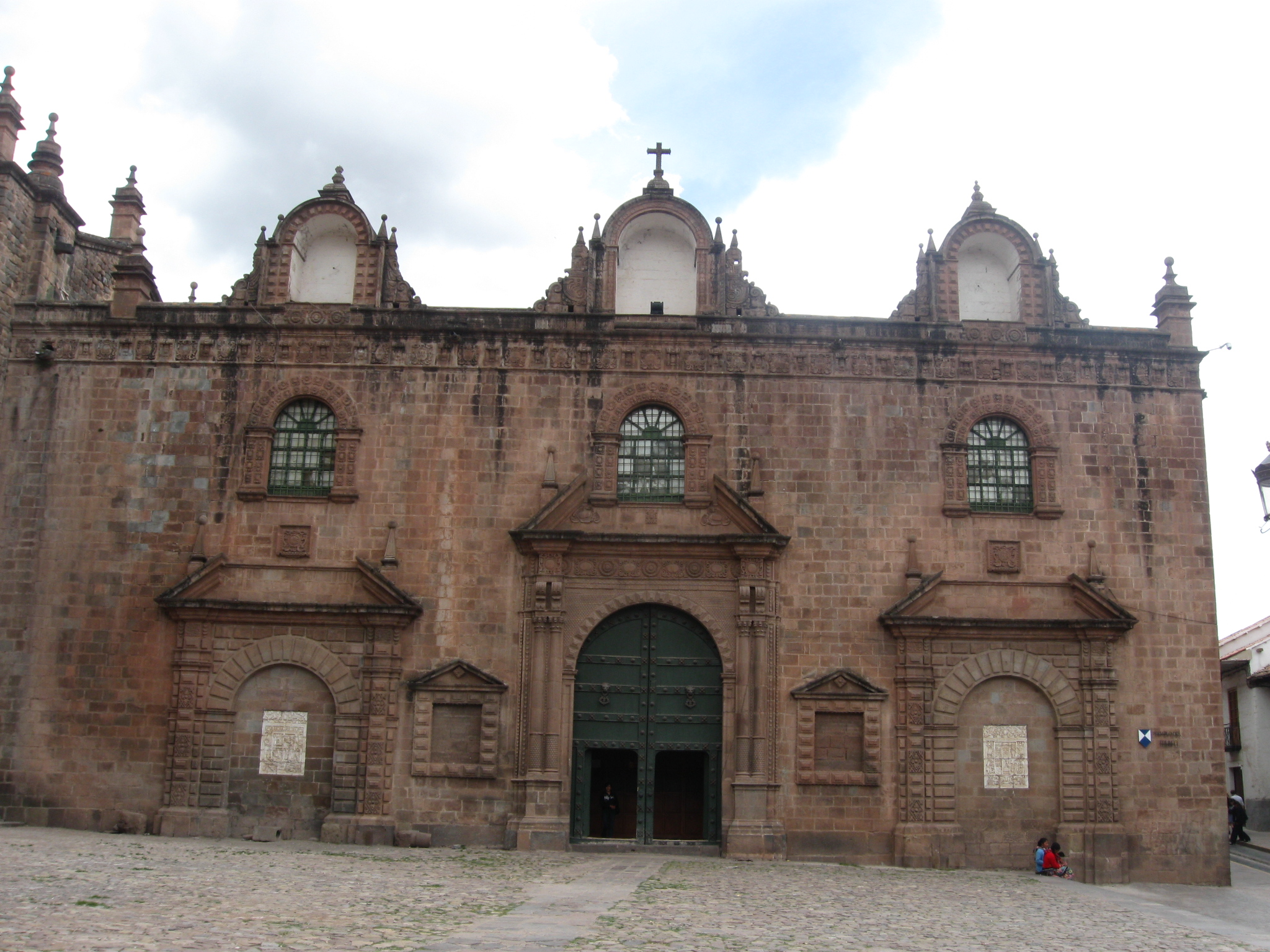
Triumphkapelle

Das Bauwerk wurde 1538 auf kreuzförmigem Grundriss auf der Basis des alten Tempels Suntur Wasi aus dem gleichen Andesit errichtet und diente vorläufig als Kathedrale der Stadt. 
Auf der Hauptfassade wurde das Bild der Muttergottes von Mariä Himmelfahrt in Erinnerung an den Sieg der Spanier über Manku Inka Yupanki im Jahr 1536 angebracht, worauf sich der Name El Triunfo bezieht. Der kreuzförmige Grundriss der dreischiffigen Kirche trägt eine Steinkuppel über der Vierung, gestützt von vier kreuzförmigen Säulen, die sich auf den Sockeln erheben, und vier halbrunden Steinbögen.

## Kapelle der Heiligen Familie

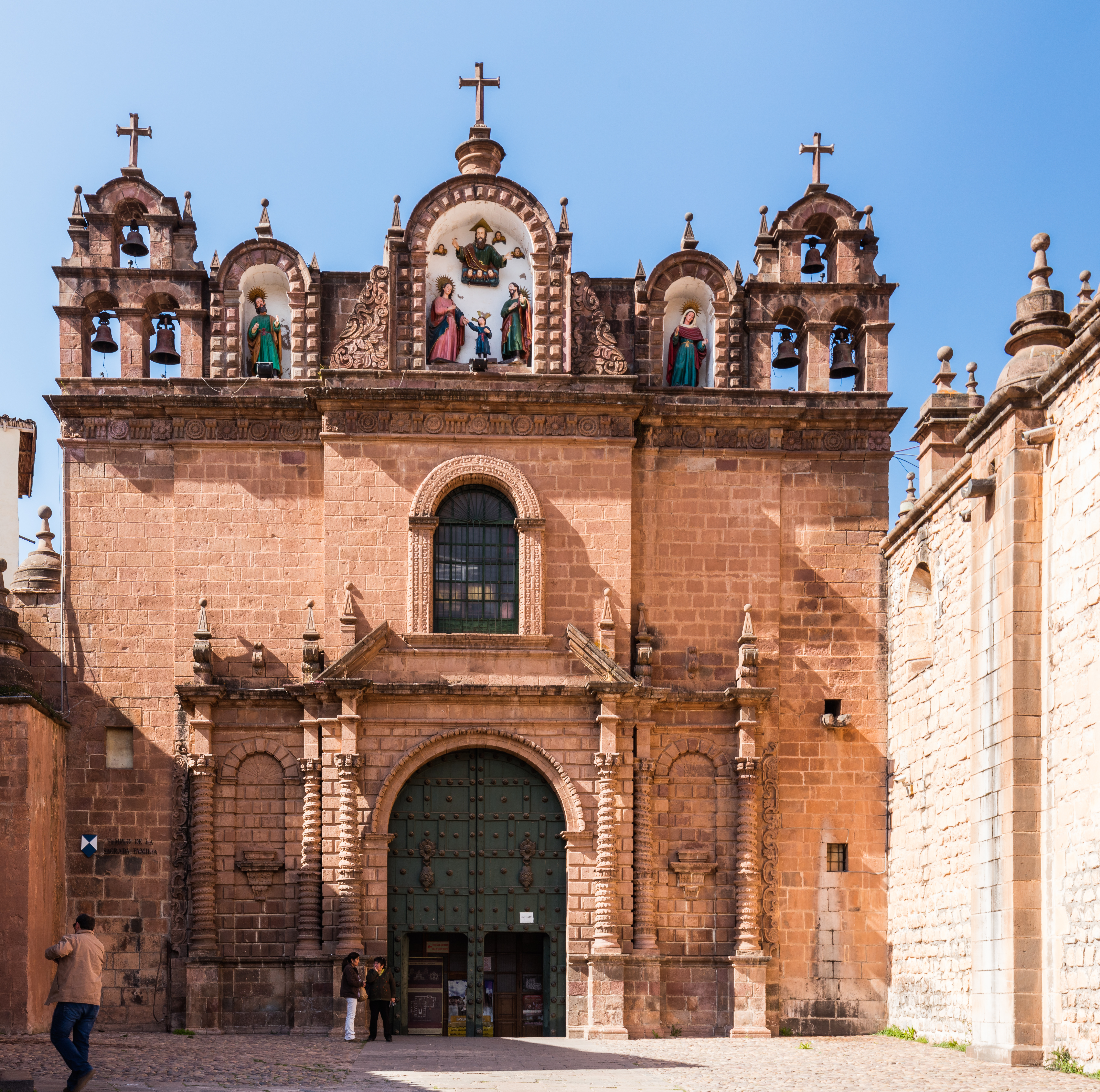
Kapelle der
Heiligen Familie

Am 13. September 1723 wurde der Grundstein gelegt, um den Bau des Tempels der Heiligen Familie im Auftrag des Bischofs Gabriel de Arregui zu beginnen. Nach dem Tod des mit der Arbeit beauftragten Architekten wurde der Bau 1733 wieder aufgenommen und am 3. September 1735 fertiggestellt. 1996 wurde die Kapelle mit Unterstützung des Erzbistums Cusco und der Europäischen Union wegen seines schlechten Erhaltungszustandes vollständig restauriert. Sie war etwa 30 Jahre geschlossen.
Die Kapelle besteht aus einem lateinischen Kreuzschiff mit einem rechteckigen Grundriss mit kleinen seitlichen Nischen. Die Wände im Inneren des Tempels sind aus poliertem Stein mit Kalkputz. Die ganze Kirche ist ebenfalls mit Andesit gebaut. Das Dach des Tempels besteht aus fünf Gewölben mit rechteckigen Ziegeln. Im Bereich des Chors befindet sich der barocke Altar mit zwei seitlichen Sakristeien. 